# Bir Dheb
Bir Dheb è un comune dell'Algeria, situato nella provincia di Tébessa.